# Акюнер, Шевки
Шевки Акюнер (Аджунер) — турецкий финансист. Директор Европейского банка реконструкции и развития в Украине (с 2013).

## Биография
Имеет степень бакалавра управления Босфорского университета (Стамбул, 1977) и степень магистра делового администрирования Университета Конкордия (Монреаль, Канада) (1982). Окончил также в 1977 году Стокгольмский университет по специальности макроэкономика.
В 1985—1996 годах работал в Центральном банке Турции, Банке Монреаля и Королевском банке Канады, а также в других странах Северной Америки и Европы.
Читал лекции на факультете коммерции в университете Конкордия.
В 1996—2000 годах — старший специалист Европейского банка реконструкции и развития (ЕБРР).
На протяжении своей многолетней карьеры в ЕБРР Акюнер занимал старшие руководящие должности в отделах кредитных рисков и агробизнеса. В 2009—2013 годах — член Совета директоров ЕБРР в Турции. Заместитель директора ЕБРР в Турции.
13 апреля 2013 года был назначен директором Европейского банка реконструкции и развития в Украине. Приступил к исполнению своих обязанностей 1 июня 2013 г.
С июля 2018 года был назначен председателем наблюдательного совета АО «Украинская железная дорога».
В ноябре 2018 возглавил наблюдательный совет НЭК «Укрэнерго».
Владеет английским, французским, немецким, турецким; хорошие знания голландского, итальянского, шведского. Украинским и русским — не владеет.